# Сітонія

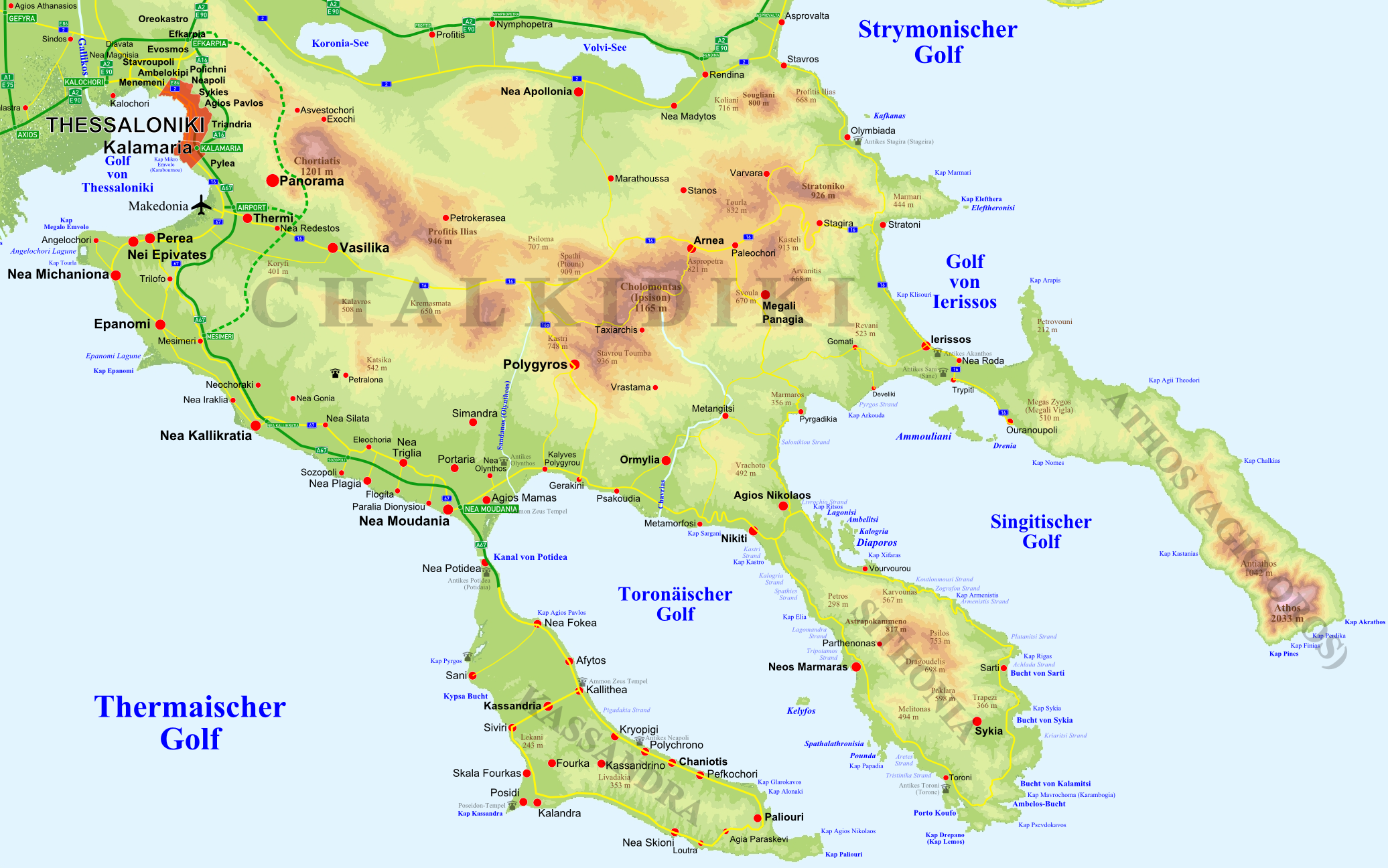
Середній півострів — Сітонія

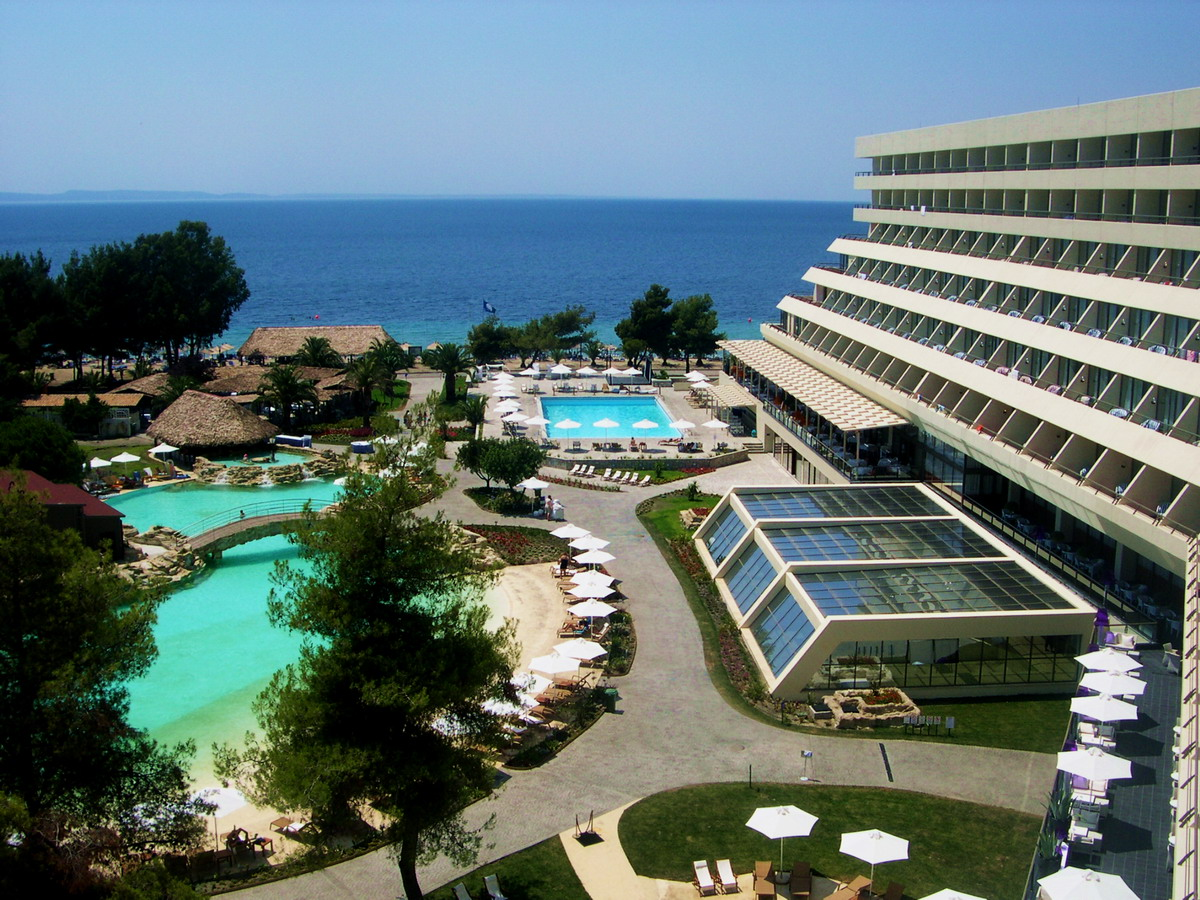
Готель у Порто-Карас, Сітонія

Сітонія (грец. Σιθωνία) — півострів, так званий, середній «палець» півострова Халкідіки, розташований між Торонічною та Сінгінейською затоками, закінчується мисом Дрепано. Сітонія — здебільшого гірська область із прекрасними лісами. Найвища її точка — Ітамос (висота 811 м над рівнем моря). Клімат середземноморський.
Сітонія отримала назву за іменем гіганта Сітона, правителя Македонії, сина Посейдона та Осси. За міфом, Сітон був батьком Палліні, про руку якої мріяли найповажніші мужі. Аби стати її чоловіком, треба було побороти Сітона, проте усі претенденти не могли його здолати. Коли Сітон постарів, він примушував претендентів змагатись один з одним. В одному з поєдинків були Клейтос та Дріанд. Палліні закохалась у першого, тож, підкупила кучера Дріанда. Сітон дізнався про підступ доньки і зажадав, щоб її спалили. Однак дощ, який надіслали боги, врятував Палліні, а Сітон з огляду на знак богів дозволив закоханим одружитись.
Серед античних міст Сітонії згадуються міста Галіпсос, Тороні, Сінгос, Сарті, Дерра тощо.